# Mausolée Zaynab Sultan Khonim
 (décembre 2023).
Le mausolée Zaynab Sultan Khonim (en ouzbek : Zaynab sulton xonim xazirasi) est un monument historique situé à Boukhara. 

## Histoire
Le mausolée se trouve dans le complexe commémoratif de Tchar-Bakr, construit au XVIIe siècle. Le mausolée est inscrit au registre national du patrimoine culturel immobilier de l'Ouzbékistan. L'entrée du mausolée de Zaynab Sultan Khonim se trouve du côté du mausolée d'Imomat, et il y a trois cours intérieures à l'intérieur.  

## Structure
Le mausolée est entouré de murs sur ses quatre côtés et a une hauteur de 3 mètres par rapport au niveau du sol. La partie inférieure des murs est en grès jaune et la partie supérieure est en briques d'argile. Les murs du mausolée sont décorés de motifs ornementaux et de motifs islamiques, peints de couleurs parfumées. Les motifs sont encore préservés dans une certaine mesure. Ces motifs ne se retrouvent pas dans d'autres mausolées. Des roseaux ont été placés entre les briques d'argile et le grès jaune. Les roseaux protégeaient l'argile de l'humidité. Les roseaux sont si solides qu'ils n'ont pas été percés par une méthode moderne. Il y a deux pierres tombales sur la plateforme en bois à l'intérieur du mausolée. Il y a aussi des tombes côte à côte à côté des pierres tombales, mais elles n'ont pas de pierres de marbre. Selon l'historien Ibodat Rajabova, les pierres de marbre auraient pu être sur ces plateformes, ou elles ont peut-être été réutilisées pour d'autres tombes. La première pierre tombale est inscrite en écriture Nastaliq et ornée d'écrits sculptés. La pierre a été réutilisée. Elle porte l'inscription suivante: 

« Ce mausolée appartient à la sainte et pieuse Hazrat Zaynab Sultan Khonim. Elle est la fille de Muhammad Mirzo. Qu'Allah leur accorde sa miséricorde. Date de décès : mois de Rajab, année hégirienne 1080 »

Cette inscription a été écrite en 1680. La deuxième pierre tombale a également été réutilisée et comporte un marsiya (élégie) écrit dessus. Les propriétaires de la propriété de Joibori ont fait don de nombreuses terres à Zaynab Sultan Khonim et ont reçu des salaires provenant des fonds de waqf. Après l'indépendance de l'Ouzbékistan, des travaux de restauration ont été entrepris au mausolée. En 1999, tous les bâtiments du mausolée ont été restaurés. Les murs du mausolée ont été préservés jusqu'à présent, et aucune partie d'entre eux n'a été restaurée.